# Forsa
Forsa is een plaats in de gemeente Nordanstig in het landschap Hälsingland en de provincie Gävleborgs län in Zweden. De plaats heeft 62 inwoners (2005) en een oppervlakte van 37 hectare.